# Utilita Energy
Utilita Energy è un'azienda fornitrice di energia elettrica e gas naturale con sede a Eastleigh, in Inghilterra, fondata da Bill Bullen nel 2003. L'azienda è specializzata nella fornitura con tariffazione basata sul consumo (pay-as-you-go metering).
Attualmente, Utilita conta circa 800.000 clienti, pari al 2,6% del mercato nazionale.

## Storia
Utilita Energy ha iniziato la sua attività nel 2003, come sfidante dei Big Six, i sei fornitori di energia dominanti del mercato britannico. L'azienda si è poi affermata per le tariffe a pagamento anticipato e basate sul consumo (pay-as-you-go metering).
Nel 2005, Utilita è stata la prima azienda in Gran Bretagna a installare un contatore elettrico intelligente nel settore residenziale e nel 2008, Utilita è stata la prima a installare un sistema di contatori intelligenti sia per gas che per elettricità.
Nell'ottobre 2020, Utilita ha accettato di pagare 500.000 sterline di risarcimento e di rimborsare i clienti danneggiati, dopo che la società si era autodenunciata all'ente regolatore del settore energetico Ofgem, poiché quasi 40.000 clienti avevano subito un addebito eccessivo per un totale di 125.000 sterline nel corso dell'anno 2019.

### Energy Hubs
Nel 2018 Utilita ha iniziato un'implementazione nazionale di poli, chiamati Energy Hubs, nelle strade principali di alcune città del territorio britannico, consentendo ai clienti di ricaricare, controllare il proprio conto e ricevere consigli sul risparmio energetico in loco. Ad ottobre 2023, Utilita conta Energy Hubs a Gosport, Southampton, Isola di Wight, Derby, West Bromwich, Edimburgo, Sheffield, Leicester e Hartlepool.

## Proprietà
Utilita Energy ha una partnership di lunga data con Secure Meters, un fornitore indiano di contatori intelligenti. Nel 2017, è stato reso noto che Secure Meters deteneva circa due terzi delle azioni della società, mentre il fondatore Bill Bullen ne manteneva il 20%. Dal dicembre dell'anno seguente, Bullen ha il controllo del gruppo, anche se il fornitore asiatico ha opzioni non esercitate che gli consentono di assumere il controllo.
Le sedi legali di Utilita Group, Utilita Energy e Secure Meters (UK) Ltd si trovano a Chandler's Ford, a Eastleigh, nell'Hampshire.

## Sponsorizzazioni
Utilita è uno sponsor di lunga data di club calcistici. L'azienda è stata annunciata come sponsor principale della maglia dell'Eastleigh F.C. a partire dalla stagione 2016-17. La sponsorizzazione è proseguita per altre quattro stagioni.
Nel marzo 2018, il Dundee United ha confermato che Utilita sarebbe stato il suo nuovo sponsor di maglia con un accordo biennale a partire dalla stagione 2018-19. Successivamente, è stata firmata un'estensione di un anno per la stagione 2020-21. L'accordo è terminato dopo quella stagione, ma l'azienda è diventata sponsor di manica del club per la stagione 2021-22.
Nel 2019, Utilita è divenuta lo sponsor di maglia del Bristol Rovers con un accordo di un anno. Anch'esso poi è stato prolungato per la stagione 2020-21.
Nel luglio 2019, l'azienda di Eastleigh ha inoltre firmato un accordo con lo Scunthorpe United per diventare sponsor di maglia del club per due stagioni.
Nell'agosto 2020, il Brentford ha annunciato che Utilita sarebbe stato lo sponsor di maglia per la stagione 2020-21.
Nel marzo 2021, è stato reso noto che la società avrebbe fatto da sponsor di maglia all'Huddersfield Town con un accordo triennale a partire dalla stagione 2021-22. Nel giugno dello stesso anno, l'Hibernian ha annunciato una sponsorizzazione di maglia biennale.

Utilita Energy ha anche sponsorizzato The Football Yearbook (originariamente noto come Rothmans' Football Yearbook) a partire dalla sua 52ª edizione, quella 2021-22.

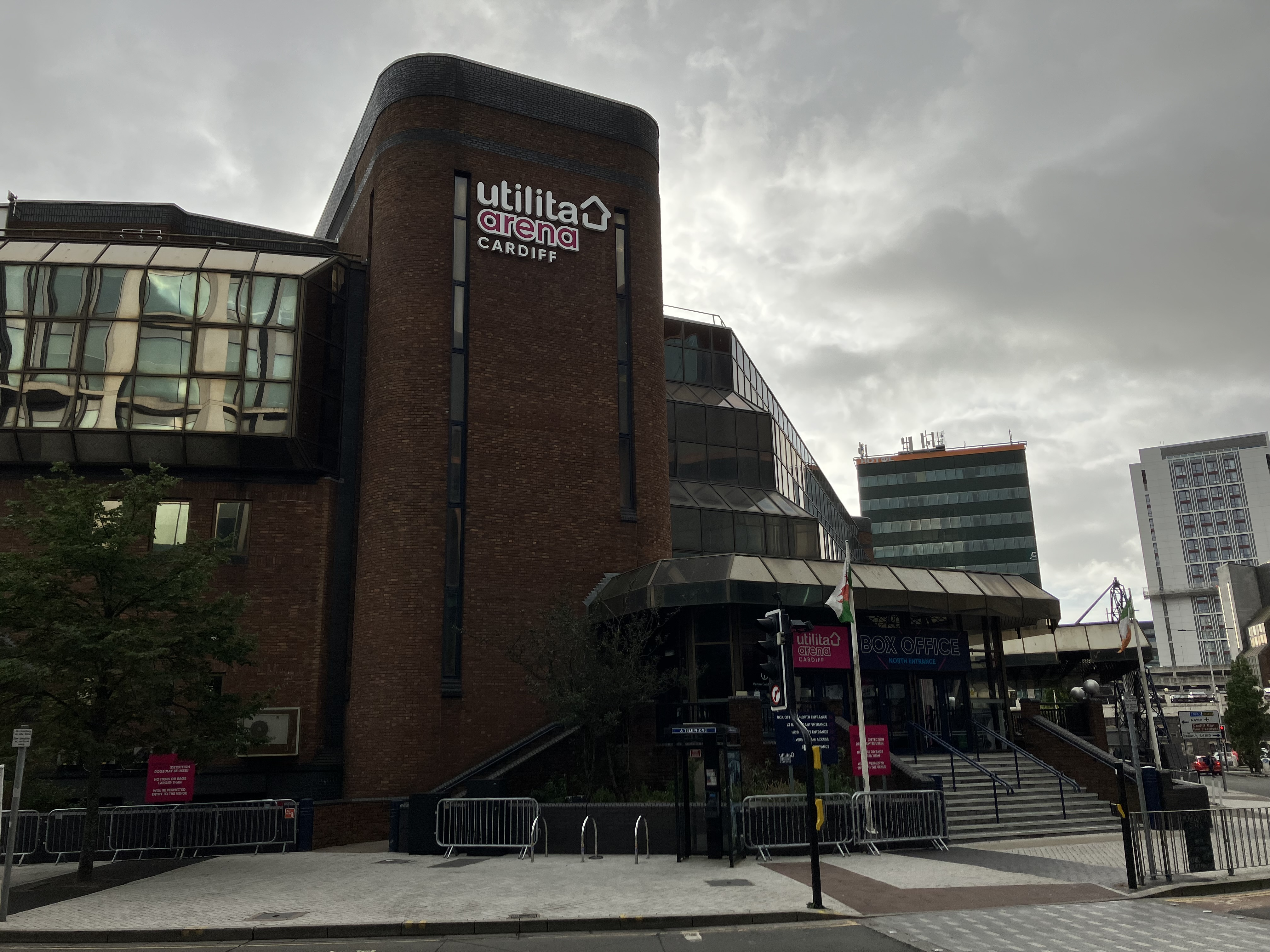
L'Utilita Arena Cardiff dell'omonima città, in Galles, nel settembre 2023.

Nel febbraio 2022, durante la seconda metà della stagione 2021-22, il Luton Town ha annunciato che Utilita sarebbe diventato lo sponsor principale del club, dopo aver investito nel club dal 2017. Utilita rimane lo sponsor principale del club anche nella stagione 2023-24.
Inoltre l'azienda ha firmato un accordo di sponsorship di maglia con il Blackpool per la stagione 2022-23.

### Palazzetti
Nel gennaio 2019, è stato annunciato che la società avesse acquisito i diritti di denominazione della Newcastle Arena, poi rinominata Utilita Arena o Utilita Arena Newcastle. Nel gennaio dell'anno seguente, Utilita ha comunicato di aver ottenuto anche i diritti di denominazione dell'Arena Birmingham, chiamata da allora Utilita Arena Birmingham. Nel settembre 2021, l'azienda ha reso noto di aver rilevato i diritti di denominazione della Sheffield Arena, che ha cambiato nome in Utilita Arena Sheffield. Nell'agosto 2023, la società ha aggiunto la Cardiff International Arena al suo pacchetto di diritti di denominazione.
L'azienda di Eastleigh sponsorizza anche l'Utilita Bowl vicino a Southampton.